# Batyporeja
Batyporeja, piaszczyk (Bathyporeia pilosa) – żyjący w Morzu Bałtyckim gatunek drobnego obunoga. Ciało przezroczyste. Czułki I pary charakterystycznie załamane, co jest skutkiem wyrastania II ich członu nie z końca, ale ze spodu członu I (jest to cecha wyróżniająca cały rodzaj). Długość ciała do 5 (6) mm.
Pokarm batyporei stanowią mikroorganizmy, zlizywane przez skorupiaka z poszczególnych ziaren piasku. Rozmnażanie się ma miejsce głównie 3 razy do roku – w maju, czerwcu oraz na przełomie września i października.
Wraz z mniej od niej częstymi skorupiakami garnelą i eurydyką, batyporeja zamieszkuje niegościnne środowisko, jakim są nagie, wzruszane falami przybrzeżne piaski na głębokości od 20 cm do kilku metrów. Występuje tam w ogromnym zagęszczeniu 1–2 lub 3 tys. osobników/ m². Można spotkać ją również głębiej, w wodzie do 40 m, również na nieporosłym dnie piaszczystym.
Batyporeją nazywa się również w języku polskim cały rodzaj Bathyporeia. Należy do niego także 27 innych gatunków.